# Ashmolean Museum
L'Ashmolean Museum of Art and Archaeology (in italiano Museo ashmoleano di arte e archeologia) fa parte del sistema museale dell'Università di Oxford, nella omonima città. Fu fondato nel 1683 ed è uno dei musei pubblici più antichi al mondo e, dopo il museo d'arte di Basilea, il più antico in Europa in possesso di una comunità borghese.
Si trova dislocato nella Beaumont Street, nel centro della città. Possiede, tra le altre collezioni, la Bates Collection (sugli strumenti musicali), il Creswell Archive (sull'architettura islamica) ed una sezione di egittologia. Comprende, naturalmente, anche collezioni di arte antica e moderna.
Deve il suo nome al collezionista e storico Elias Ashmole, che raccolse le opere che andarono a costituire il primo nucleo del museo.

## Storia

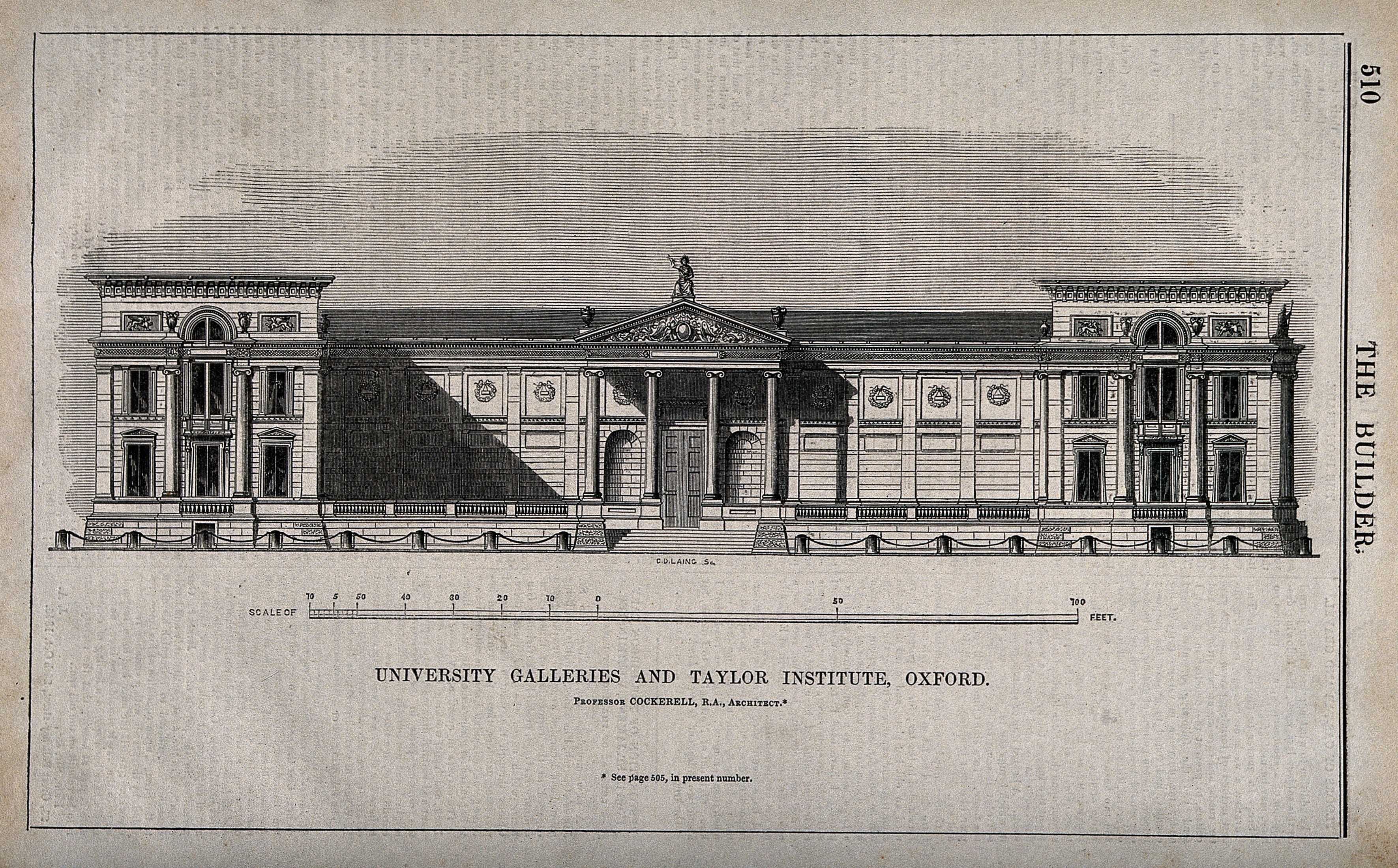
Prospetto dell'Ashmolean Museum, realizzato da C.D. Laing basandosi sui disegni di Cockerell

Il museo fornisce una degna sistemazione agli oggetti collezionati da Elias Ashmole e da John Tradescant il Vecchio. L'elenco delle opere accumulate dai due era molto vasto, e spaziava in ogni settore artistico; vi erano infatti monete antiche, libri, incisioni, campioni di minerali ed esemplari imbalsamati di specie animali, caratteristiche che lo rendeva differente da altri.
La collezione annoverava addirittura un dodo imbalsamato, che però nel 1755 era talmente divorato dalle tarme che i curatori del museo decisero di bruciarlo, ad eccezione della testa e di un artiglio (tuttora conservati). Il museo fu ufficialmente inaugurato il 24 maggio 1683, grazie all'impulso di Robert Plot che ne divenne il primo direttore. La sede originaria del museo, oggi nota come «Old Ashmolean», è talvolta attribuita a Sir Christopher Wren o Thomas Wood.
Dopo il trasferimento delle varie collezioni in nuovi musei, l'edificio dell'Old Ashmolean a Broad Street venne degradato a ufficio per l'Oxford English Dictionary. Dal 1924, gli spazi sono stati occupati dal Museum of the History of Science, che conserva gli strumenti scientifici donati all'università da Lewis Evans.
L'edificio attuale, progettato da Charles Cockerell nel 1841-45 in stile neoclassico, è ubicato a Beaumont Street. Il museo vanta un ricco e pregevole patrimonio di opere d'arte, raccogliendo alcune fra le più importanti collezioni di quadri preraffaelliti, di maioliche, e di argenti inglesi. Notevole è anche la raccolta di manufatti archeologici, di cui fanno parte i ritrovamenti di Arthur Evans, numerose ceramiche greche e minoiche e un ragguardevole numero di reperti egizi (non a caso, l'edificio ospita anche il Griffith Institute, dedicato agli studi dell'egittologia).

## Rinnovamento dei locali

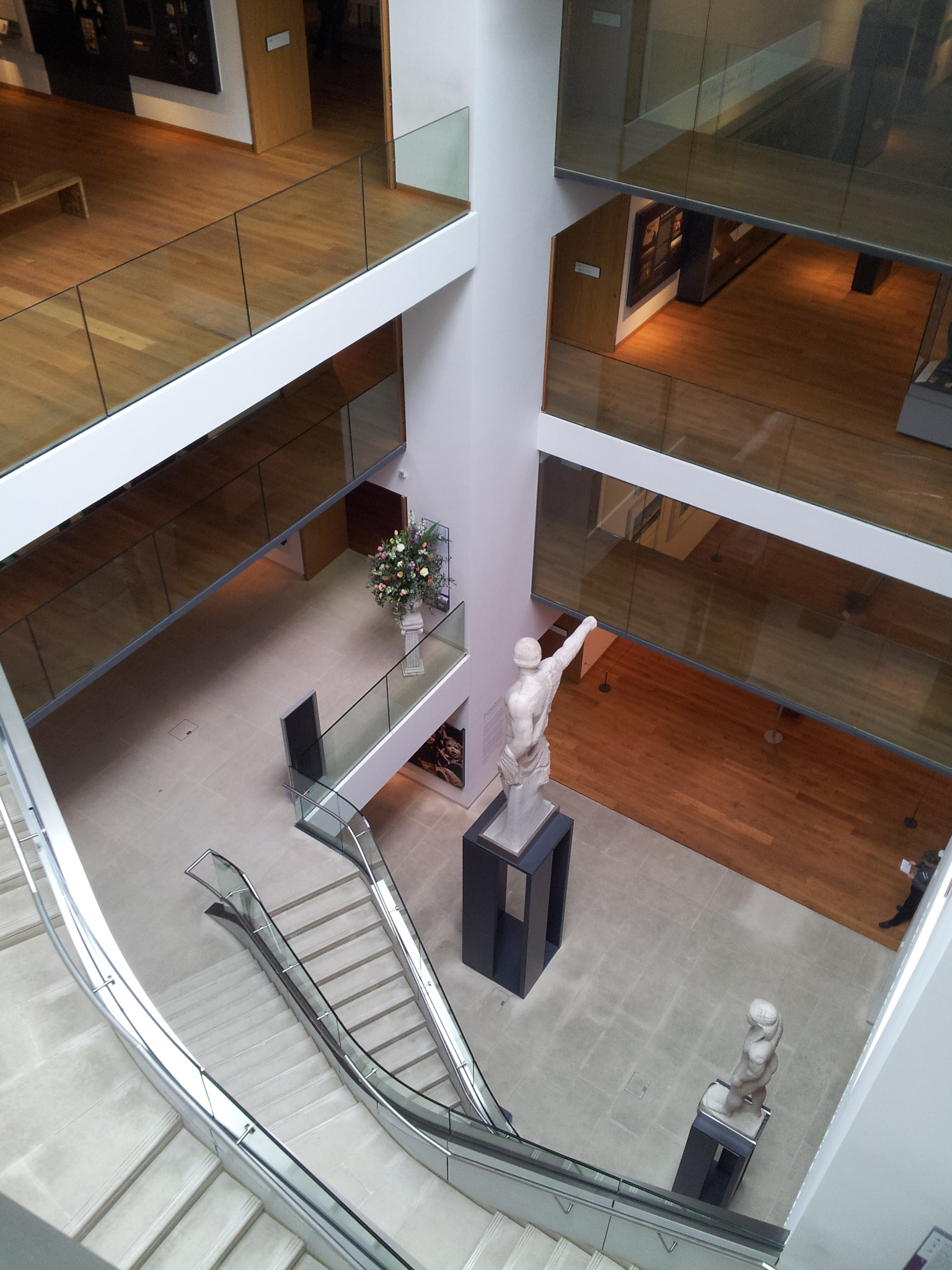
Il nuovo atrio, frutto della matita di Rick Mather

Gli interni dell'Ashmolean sono stati coinvolti in un vasto intervento di modernizzazione, che ha donato al museo un ristorante e una nuova libreria.
I lavori di ristrutturazione, durati tre anni (dal 2006 al 7 novembre 2009), vennero affidati a Rick Mather e alla compagnia Metaphor, sponsorizzata dai Fondi del Gioco del Lotto. L'intervento, dal costo complessivo di $98,2 milioni, ha consentito la realizzazione di una struttura più moderna, con l'aggiunta di due nuovi piani (divenuti quindi cinque), il raddoppiamento degli spazi espositivi e la creazione di un centro educativo.
I grandi lavori intrapresi in quel triennio furono affiancati da altri forse meno appariscenti. ma altrettanto importanti ed impegnativi che riguardarono l'inaugurazione delle nuove gallerie sulla Nubia e l'Antico Egitto, fortemente volute da una consistente serie di mecenati, fra cui David Sainsbury, Selz Foundation e Mr Christian Levett.

## Collezioni
Di seguito vengono riportate le opere maggiori del museo:
- il carrello di Lucera, gruppo di bronzetti con figure umane ed animali, datato all'VIII secolo a.C. e ritrovato a Lucera[5];
- disegni di Michelangelo, Raffaello Sanzio e Leonardo da Vinci;
- opere di Beato Angelico[6], Pablo Picasso, Giambattista Pittoni, Mattia Preti, Paolo Uccello (notevole la Caccia notturna), Anthony van Dyck, Peter Paul Rubens, Paul Cézanne, John Constable, Tiziano, Claude Lorrain, Samuel Palmer, John Singer Sargent, Gustave Courbet, Piero di Cosimo, William Holman Hunt e Edward Burne-Jones;
- acquarelli e disegni di William Turner;
- lo Stradivari Messiah, violino realizzato a Cremona da Antonio Stradivari;
- il Pissarro Family Archive, donato al museo negli anni cinquanta, e costituito da dipinti, stampe, disegni, libri e lettere di Camille Pissarro, Lucien Pissarro, Orovida Camille Pissarro, e altri membri della famiglia Pissarro;[7]
- un abito arabo da cerimonia di Thomas Edward Lawrence;
- una maschera mortuaria di Oliver Cromwell;
- un consistente numero di papiri di Ossirinco;
- più di trenta medaglioni di vetro dorato romani, provenienti dalle catacombe di Roma, la maggiore collezione dopo quella ai Musei Vaticani e al British Museum;
- gli Arundel marbles, collezione di sculture ed epigrafi greche antiche
- Coppa attica in ceramica a figure rosse con stelo raffigurante scena di corteggiamento (tra un Eromenos e un Erastès) - attribuito al Pittore di Brygos (490 - 470 BC)[8];
- il Marmor Parium, primo esempio riscontrato di documento greco con impostazione cronologica;
- il mantello da cerimonia di Capo Powhatan;
- la lanterna che Guy Fawkes usò nel 1605 in occasione della Congiura delle polveri;
- la collezione minoica di Arthur Evans, la più grande al di fuori di Creta.
- Crocifissione con la Vergine, san Giovanni e la Maddalena (1419-1424 circa) del Beato Angelico acquisita nel 2024.[9]

## Custodi e direttori
| Custode              | Dal  | Al   |
| -------------------- | ---- | ---- |
| Robert Plot          | 1683 | 1691 |
| Edward Lhuyd         | 1691 | 1709 |
| David Parry          | 1709 | 1714 |
| John Whiteside       | 1714 | 1729 |
| George Huddesford    | 1732 | 1755 |
| William Huddesford   | 1755 | 1772 |
| John Shute Duncan    | 1823 | 1829 |
| Philip Duncan        | 1829 |      |
| John Henry Parker    | 1869 |      |
| Arthur Evans         | 1884 | 1908 |
| David George Hogarth | 1909 | 1927 |
| Edward Thurlow Leeds | 1928 | 1945 |
| Karl Parker          | 1945 | 1962 |
| Robert W. Hamilton   | 1962 | 1973 |

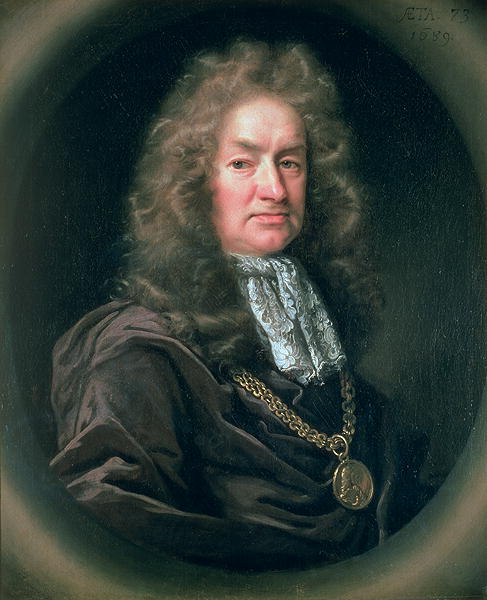
Elias Ashmole, fondatore del museo

A partire dal 1973, il ruolo del «custode» venne sostituito da quello di «direttore»:
| Direttore         | Dal  | Al        |
| ----------------- | ---- | --------- |
| David Piper       | 1973 | 1985      |
| Christopher White | 1985 | 1997      |
| Roger Moorey      | 1997 | 1998      |
| Christopher Brown | 1998 | 2014      |
| Alexander Sturgis | 2014 | in carica |